# Azealia Banks
Azealia Amanda Banks (Harlem, New York, SAD, 31. svibnja 1991.), bolje poznata samo kao Azealia Banks (ranije poznata kao Miss Banks, te ponekad stilizirano kao Miss Banks$) je američka reperica, pjevačica i spisateljica tekstova. Trenutno ima potpisane ugovore za diskografske kuće Interscope Records i Polydor Records. Svoju karijeru je započela 2009. godine nakon što je objavila dvije pjesme "Gimme a Chance" i "Seventeen". Odmah je potpisala ugovor s diskografskom kućom XL Recordings koji je trajao samo jednu godinu. U prosincu 2011. objavila je prvi singl "212", a u svibnju 2012. godine je objavila prvi EP 1991.

## Diskografija

### EP-ovi
- 1991 (2012)

### Miksani albumi
- Fantasea (2012)

### Studijski albumi
- Broke with Expensive Taste (2014)

## Vanjske poveznice

### Službene stranice
- Službena stranica  Arhivirana inačica izvorne stranice od 2. lipnja 2012. (Wayback Machine)
- Azealia Banks na Twitteru
- Azealia Banks na MySpaceu

### Profili
- Azealia Banks na Allmusicu
- Azealia Banks na Discogsu
- Azealia Banks na Billboardu
- Azealia Banks na Internet Movie Databaseu